# デイビー・クロケット (戦術核兵器)

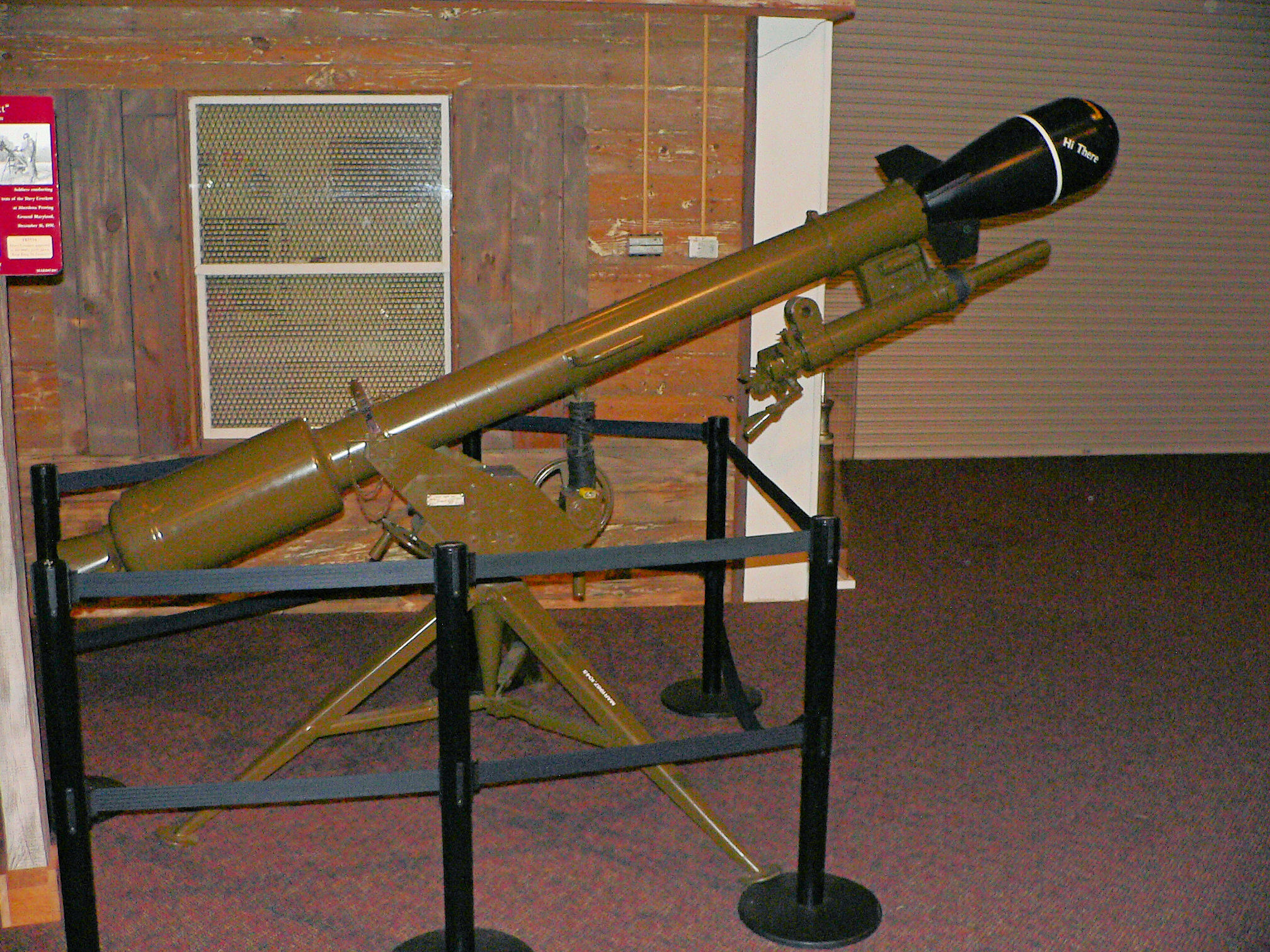
M29 核無反動砲システム
M388弾頭（模擬弾）を装着した状態のM64無反動砲、および砲身下に装備された37mm距測銃と三脚式砲架で構成されている
（メリーランド州アメリカ陸軍兵器博物館（日本での通称は「アバディーン戦車博物館」）の展示品）

M388 デイビー・クロケット(M388 "Davy Crockett")は、アメリカ合衆国が開発した戦術核兵器システムである。
名称は、アラモの戦いで玉砕した英雄、デイヴィッド・クロケットの名に因む。
なお、M388はW54核弾頭を含めた“核兵器”としての弾頭部の制式名で、砲システムとしての制式名はM28およびM29、発射装置（無反動砲）の制式名はM63およびM64である。

## 開発の経緯
第二次世界大戦後のアメリカは、ソ連が戦争行為を仕掛けてきた場合、即座に戦略核兵器で報復攻撃を行うという「大量報復戦略」を取っていた。しかし、この戦略では大国間の直接戦争は抑止できても、朝鮮戦争のような大国同士が直接戦争行為を行わない「小さな戦争」、大国の同盟国間において行われる「局地戦」は抑止することができなかった。このため、「小さな戦争（局地戦）」から「大きな戦争（全面戦争）」まで、様々な段階に対応した核兵器のバリエーションを増やすことが必要だと考えられた。
歩兵部隊が手軽に運用できる大きさの核兵器を装備することは、NATO軍に比べ圧倒的に数的優位をもっていたソ連軍に対する抑止力として大いに期待され、威力が小さくとも通常兵器と同じように使える「手軽な核兵器」の開発が急務とされた。
このような背景から1957年から1958年にかけて立案された計画は"BGADS"(Battle Group Atomic Delivery System. 戦闘群核（兵器）運送システム）と命名され、この計画は当時の陸軍参謀総長であるマクスウェル・D・テイラー大将の推し進める「ペントミック師団」の重要な構成要素として位置づけられた。

## 開発

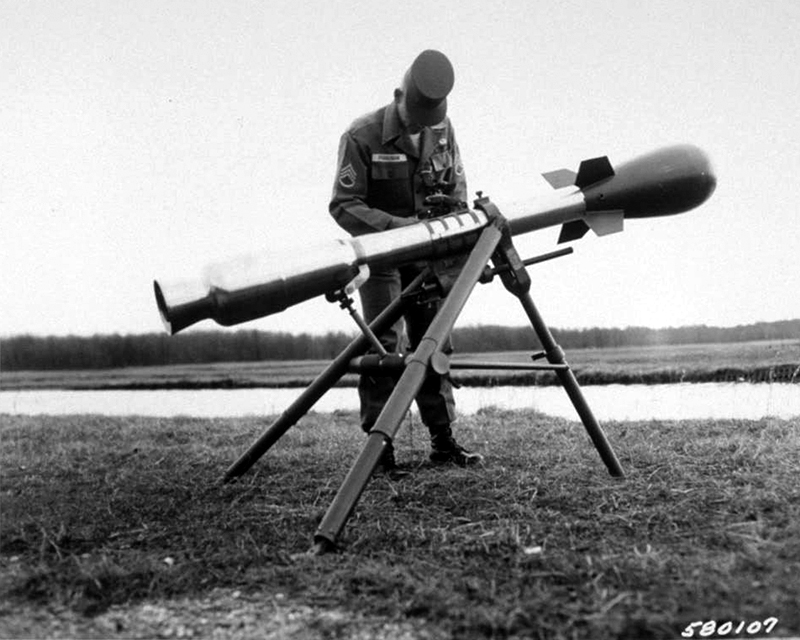
運用試験中のXM28(XM63)（1961年3月メリーランド州アバディーン性能試験場での撮影）

前述のような経緯からBGADS計画は高い優先順位を与えられ、1958年1月より開始された。当初は既存の無反動砲の弾頭として通常の無反動砲弾薬と同じように装填・発射される「無反動砲用核弾頭」であったが、人力もしくは軽車両によって搬送できる大きさの無反動砲の弾頭のサイズの核弾頭を開発することは困難であり、また、既存の無反動砲では確保できる射程が必要とされる核弾頭の威力半径を下回ってしまうため、計画は専用の発射装置として開発する新型無反動砲を用いた外装式の弾頭に変更された。
発射装置である無反動砲は兵士が肩に担いで運用できる小型の“軽砲型(light)”と、三脚架台に載せる、もしくは軽車両に搭載して運用する大型の“重砲型(Heavy)”が構想され、ロックアイランド造兵廠が開発を担当した。軽砲はXM28 、重砲型はXM29の砲システム名で開発が進められ、XM28用はXM63 4.7インチ無反動砲(XM63 4.7inch recoilless rifle)として、 XM29はXM64 6インチ無反動砲(XM64 6inch recoilless rifle)として試作品が完成したが、サイズ、重量的にXM63を個人が肩担して運用することは不可能で、XM28も地上設置もしくは車両搭載型の無反動砲として完成した。
1958年8月には"Davy Crocket"の呼称が公式のものとして決定し、同年11月には最初の発射装置（無反動砲）が完成して納入された。計画の要である小型核弾頭の開発は難航したが、1961年にはアメリカの核兵器開発の権威であるセオドア・ブリュースター・テイラーによって当時世界最小（装置総重量23kg）の核弾頭であるW54が完成し、これは即座にこの計画に応用され、1961年5月、M388 デイビー・クロケットとして完成し、制式採用された。

## 生産・配備
M388は開発が終了した1961年からただちに生産が開始され、総数2,100発が製造された。生産された弾頭および発射装置は1961年-1971年にかけて主に西ドイツに駐留する米軍に配備された。

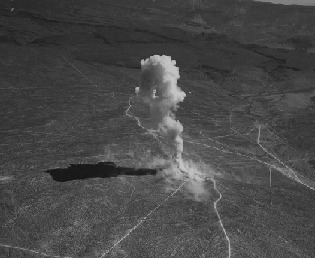
1962年7月17日、リトルフェラーI作戦において炸裂したM388弾頭の発生させたキノコ雲。雲は目標地点（爆心地）上空の高度11,000フィート（約3,353m）に達した。

1961年の配備開始後、射程の短いM28は段階的にM29に置き換えられ、以後は実戦装備としてはM29のみが用いられた。1962年7月7日および17日には、リトルフェラー作戦の名称でネバダ核実験場で核弾頭の実射訓練が行われている。この他、1962年から1968年にかけて、ハワイ島のポハクロア演習場において測距銃を用いた射撃訓練が計714回行われており、この際に用いられたM101 20mm弾は弾頭に劣化ウランを使用していた。
M388は1967年8月には西ドイツ駐留軍より引き揚げられ、これ以外の配備先からも順次実戦装備より解除されて予備兵器となり、1971年には全数が退役した。冷戦終結にともない、アメリカは1991年9月にヨーロッパからの地上発射式戦術核の撤去を宣言した。こうしてM388は一度も実戦で使用されることなく全てが廃棄された。
M388の模擬弾およびM63/M64の両発射装置は2018年現在もいくつかの数が現存し、アメリカ各地にある軍事博物館や基地の資料館などで展示されている。

### ドイツ連邦軍への配備計画
冷戦時代の西ドイツにおいて、アデナウアー政権で1950年代後半から1960年代前半にかけて国防相を務めたフランツ・ヨーゼフ・シュトラウスは、デイビー・クロケットに大きな期待と支持を寄せ、アメリカに対して西ドイツ軍（ドイツ連邦軍）にニュークリア・シェアリング政策に基づくデイビー・クロケットの供与を希望した。
彼によれば、M388核弾頭はワルシャワ条約機構軍に対する効果的な戦力であり、その威力は1発で通常火砲の40門から50門の全力斉射に相当するため、デイビー・クロケット1基で2個ないし3個砲兵大隊を代換でき、これによりNATOの抑止力を大幅に向上させる事ができると共に軍事予算を大幅に削減でき、効率的かつ効果的な戦力の増強と軍事費の削減が実現できる、というものである。
しかし、これは事実上「東側との戦争状態に突入した場合、即座に戦術核兵器を使用する」ことと同義であり、戦術核兵器を重要な戦力と位置づけつつも「敵が通常戦力で攻撃を行った場合、まずは極力通常戦力のみで対応し、核兵器の使用は敵が核兵器を使用、もしくは使用を決断したと判断した後に決定する」という当時のアメリカの基本戦略（柔軟反応戦略）に反していた上、NATOの軍事力に占める核兵器の依存度を過度に偏重させるものであることから大きな反発を受け、最終的にはアメリカによって却下された。

### 日本への配備
デイビー・クロケットは世界各地のアメリカ軍基地に配備されたが、日本でもアメリカ合衆国統治下の沖縄に配備されていたことが、1999年にアメリカの環境保護団体、NRDC（Natural Resources Defense Council. 天然資源保護協会）が公表したアメリカ国防総省の核兵器配備先リストによって確認されている。

## 構造
デイビー・クロケットは無反動砲にW54核弾頭を内蔵したM388弾頭を外装式に装填し運用する外装式砲弾システムである。発射に用いる無反動砲は口径4.7インチ（120mm）のM63と6.1インチ（155mm）のM64の2種類があった。
砲本体の重量は、M63が185ポンド（約84kg）、M64が440ポンド（約199.6kg）、M388弾頭は尾部に4枚の安定翼のついた全長31インチ（約78.75cm）、最大直径11インチ（約28cm）の紡錘形有翼砲弾で、重量は76ポンド（約34.5kg）である。兵士たちは、その外観からM388弾頭を“原爆スイカ(atomic watermelon)”と通称していた。
M63/64共に砲自体の構造はガス噴射式の無反動砲で、砲身は線条のない滑腔砲で、発射薬は側面に多数の孔が空いたケースに収められており、点火・燃焼すると一段太くなった薬室内に燃焼ガスが一旦充満した後に砲尾の噴射口からノズルを介して噴射されることで反動を相殺する方式である。
弾頭は外装式のものを"launching piston"もしくは"spigot cylinder"の名称の分離式尾筒の一種を用いて発射する特殊な形式で、曲射専用の発射方式と併せ、無反動砲というよりは軸発射式迫撃砲(spigot mortar)に近いものであった。装填は砲口から行われ、発射薬を装填した後に尾筒を挿入、尾筒に弾頭を装着して装弾完了となる。発砲すると発射薬の燃焼ガスによって尾筒とその先端に連結された弾頭が撃ち出され、発射後尾筒は分離して弾頭部のみが目標地点に飛翔、設定された所定の高度で炸裂する。
M63には20mm、M64には37mmの単発式測距銃（スポッティングライフル）が備えられ、この銃は弾頭と同様の弾道を描く曳光弾を発射した。
なお、デイビー・クロケットの用いる弾頭にはM388核弾頭の模擬弾や訓練弾を除けばそれ以外の種類がなく、この砲システムは核弾頭専用である。開発初期には通常の無反動砲としても用いることができるよう、通常弾（榴弾や対戦車榴弾など）の開発も準備されたが、滑腔砲身のため低速の有翼弾頭では命中精度が低く、また、装弾方式が外装式に変更されたことと、現実の運用は大仰角による間接射撃専用となることが決定したため、通常弾の開発は棄却されている。

## 運用
デイビー・クロケットは3人の砲員によって操作され、ウィリス M38またはM151 1/4トン 4輪駆動車に搭載され運用される。4輪駆動車の他、特に重量のあるM29システムはM113装甲兵員輸送車もしくはM116“ハスキー”装軌式貨物運搬車に搭載されても運用されたが、M113およびM116に搭載された場合には、射撃は車両から降ろして地上で三脚砲架に載せた状態でのみ行われた。
発射装置であるM63およびM64は車載もしくは地面に三脚で設置して運用する。両砲共に構造的には水平弾道で直接射撃を行う「直射砲」ではあるが、核砲弾運用時には破壊範囲を最大にするために最適高度で弾頭を空中炸裂させる必要上、射撃時には角度を調整して野戦榴弾砲や迫撃砲のように大きな仰角をつけた状態となり、発射した砲弾が曲射弾道を描く「曲射砲」として照準・発砲される。M63の最大射程は1.25マイル（約2,011 m）、M64は2.5マイル（約4,023 m）である。
W54核弾頭の核出力は可変式で、調整範囲は0.01ktまたは0.02kt（TNT火薬10/20トン相当）であった。弾頭の威力は主に強烈な放射線の効果によるもので、低出力の設定でも、核弾頭は150メートル以内の目標に対し即座に死亡する強さの放射線（10,000レム（100シーベルト）を超える）を浴びせる。放射線強度は400メートル離れていてもほぼ死亡するレベル（およそ600レム（6シーベルト）に達する。
核弾頭の発射前にはまず測距銃を発射し、弾道と風向・風速を確認、目標に対する弾頭の炸裂最適高度を算定する手順となっていた。なお、発砲時の砲口爆風および無反動砲ゆえの後方噴射と、射程が短いために核弾頭が炸裂した際の影響が発射地点に及ぶことを避けるため、撃発は砲から離れてリモコンスイッチで行い、砲員は発射後直ちに塹壕もしくは遮蔽物に身を隠すことが指示されていたが、放射性物質を含む爆風の飛散等を考慮すると、防護装備を着用していたとしても砲員を放射線障害の危険から完全に保護できていたかは疑問である。

## 各型および構成装置
M28
軽量級短射程型。M63 4.7インチ無反動砲、20mm測距銃、照準器、三脚架もしくは車載用砲架およびその他付属装備で構成される。
M29
重量級長射程型。M64 6.1インチ無反動砲、37mm測距銃、照準器、三脚架もしくは車載用砲架およびその他付属装備で構成される。
M388
W54-2 核爆発装置を内装した外装式弾頭。弾頭威力および爆発高度はそれぞれ2段階に調整できた。
W54-2
核弾頭。爆発威力は0.01ktまたは0.02kt（TNT火薬10/20トン相当）の選択式。
XM1117
信管。
M2 launching piston/spigot cylinder
M64無反動砲用の分離式尾筒。
M101 Spotting Round
M63無反動砲に付属する20mm測距銃で用いる有翼砲弾。弾体に劣化ウランを使用している。
M76 ZONE I
M94 とも。短距離（540-1,900m）用の発射薬（装薬）。
M77 ZONE II
長距離（1,700－4,000m）用の発射薬。

## 登場作品

### 小説
『地球0年』矢野徹
核戦争と化した第三次世界大戦の終結後、米本土に派遣された自衛隊が米軍施設から回収する。

### ゲーム
『メタルギアソリッド3』
ザ・ボスがソ連への亡命の際に持ち込み、ヴォルギンによって秘密設計局OKB-754に撃ち込まれる。また、ザ・ボス本人もグロズニィグラードに撃ち込んでいる。